# Lörrach

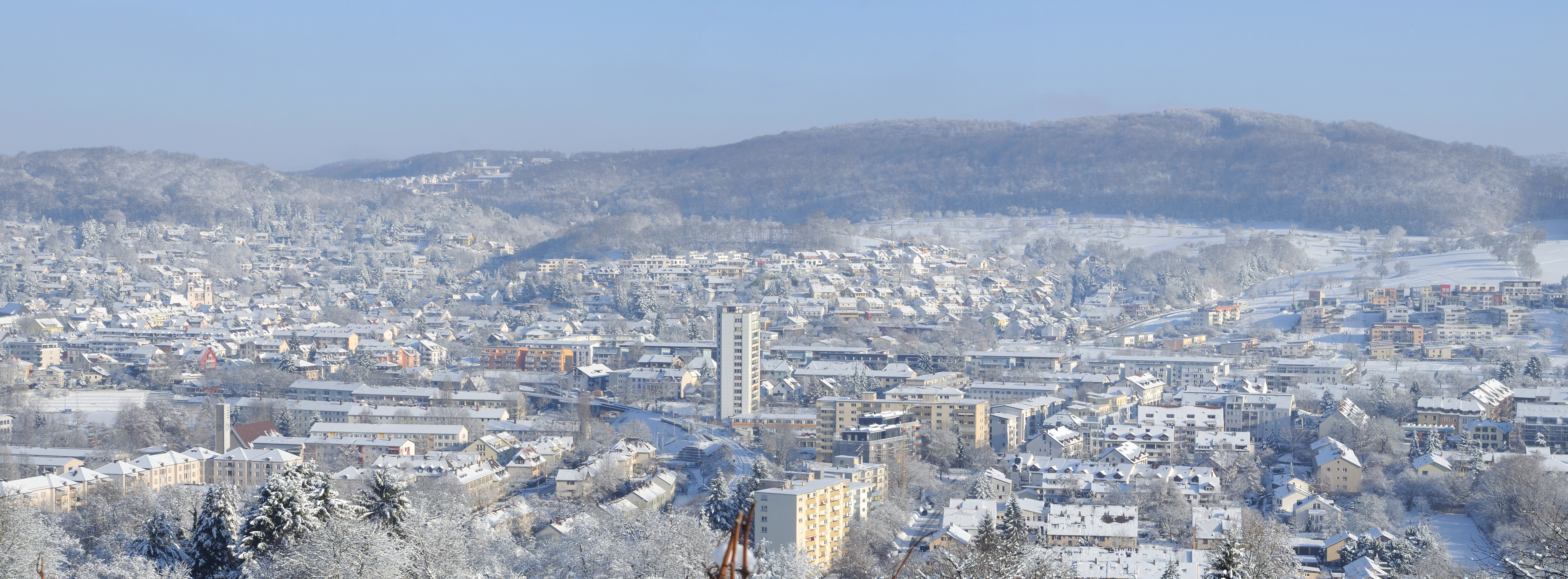
Dealul Lörrach-Stetten vom Tüllinger iarna

Lörrach (în latină Lorracho) este un oraș din landul Baden-Württemberg, Germania. Cea mai mare parte a orașului a aparținut numeroaselor entități din Baden, cu excepția cartierului Stetten, care a aparținut de Austria Anterioară.

## Personalități marcante
- Sandra Speichert
- Dominic Fritz